# Wiedergabeentzerrung
Durch die Wiedergabeentzerrung (de-equalization, „EQ“, De-Emphasis) wird bei der Wiedergabe einer Tonaufzeichnung eine technisch bedingte oder gewollte Vorverzerrung wieder rückgängig gemacht. Dadurch wird das ursprüngliche Klangbild mit linearem Frequenzgang wiederhergestellt.

## Funktionsprinzip
Das Grundprinzip geht auf die elektrische Tonaufzeichnung bei Schallplatten zurück. Wegen der Verwendung elektromagnetischer Schneidapparaturen musste das Tonsignal über die Schneidkennlinie diesem Verfahren angepasst werden. Es zeigte sich, dass darüber hinaus eine gezielte Veränderung des Frequenzganges – verbunden mit einer komplementären Entzerrung bei der Wiedergabe – aber auch genutzt werden konnte, um das Abspielgeräusch der Platte (Rauschen) zu vermindern und so die Wiedergabequalität zu verbessern.
Das Prinzip Vorverzerrung plus Wiedergabeentzerrung wurde von der Schallplattenindustrie über fast 30 Jahre weiterentwickelt und perfektioniert. Es wird ebenso bei analogen Rundfunkübertragungen eingesetzt, wie bei der Tonaufzeichnung auf Magnetband oder Tonband-Cassette.

### Beispiel

RIAA-Kurve

Das Beispiel der RIAA-Kurve für Schallplatten zeigt anschaulich die Funktionsweise:
Die durch die US-Norm als Recording-Standard festgelegte Schneidkennlinie (blau) gibt an, in welchem Ausmaß die tiefen Frequenzen (Bässe) abgesenkt und die hohen Frequenzen (Höhen) verstärkt werden müssen. Exakt definiert ist die Kurve über ihre drei Übergangsfrequenzen, bzw. über die korrespondierenden Zeitkonstanten die in der Norm festgelegt sind.
Die Wiedergabeentzerrung muss folglich durch eine elektronische Schaltung mit spiegelbildlicher Kurve (rot) erfolgen, so dass der ursprüngliche, lineare Frequenzverlauf wiederhergestellt wird.

## Anwendung
Normalerweise ist die Wiedergabeentzerrung ein Prozess, der für den Hörer einer Tonaufzeichnung oder -übertragung nicht wahrnehmbar im Hintergrund abläuft und auch nicht beeinflusst werden kann. Auf Grundlage von internationalen Normen, die für Rundfunk und Magnetband frühzeitig festgelegt wurden und die seit 1962 auch für die Schallplatte bestehen, wird die korrekte Wiedergabeentzerrung durch elektronische Schaltungen in den Wiedergabegeräten (hardware-seitig) sichergestellt.
Vor der internationalen und branchenweiten Standardisierung bei der Schallplatte, also in der Pionierzeit von 1930 bis etwa 1955, kamen von den einzelnen Herstellern zahlreiche unterschiedliche Aufnahme-Kurven zum Einsatz. Deren Wiedergabeentzerrung muss beim heutigen Hören alter Schallplatten manuell gesteuert werden, um das ursprüngliche Klangbild und linearen Frequenzgang zu gewährleisten.